# Gerhard Roth
Gerhard Roth (Graz, 24 giugno 1942 – Graz, 8 febbraio 2022) è stato uno scrittore austriaco.

## Biografia
Gerhard Roth è nato a Graz nel giugno 1942 secondo figlio del medico Emil Roth (1912-1995) e della studentessa infermiera Erna Druschnitz (1917-1998). La casa dei Roth fu bombardata nel 1945, ci furono  sedici morti. La madre era precedentemente fuggita con i suoi tre figli Paul (1941-2001), Gerhard e Helmut (* 1944) in Germania, dove suo marito lavorava in un ospedale militare a Würzburg. Dopo la fine della seconda guerra mondiale, la famiglia tornò a Graz. Gerhard Roth ha frequentato il Kepler-Realgymnasium dal 1952 e il Lichtenfels-Gymnasium dal 1955, dove si è diplomato nel 1961. Fin dall'infanzia fu amico del pittore Peter Pongratz. Nel 1962 è apparso nel Forum Stadtpark come attore in due opere teatrali di Wolfgang Bauer, che conosceva dai tempi della  scuola.
Dopo aver studiato medicina, ha lavorato per oltre dieci anni in campo informatico. Esponente di spicco del Gruppo di Graz, ha iniziato a scrivere nei primi anni '70 ed è maggiormente noto per L'autobiografia di Albert Einstein (Die Autobiographie des Albert Einstein, 1972) e per il ciclo di 7 romanzi Landläufiger Tod.
Nel 1976, dopo essersi separato dalla moglie,  si trasferì come scrittore freelance nel sud della Stiria dove fu coinvolto nella costruzione della Greith House. Dal 1973 al 1978 è stato membro del Grazer Autorenversammlung. Nel 1977 ha lasciato il data center di Graz e si è trasferito da Suhrkamp Verlag a S. Fischer Verlag, che da allora supervisiona il suo lavoro.
Nel 1980, le (sue) fotografie del romanzo L'oceano silenzioso sono state esposte per la prima volta nella Kulturhaus Graz. Dal 1982 Gerhard Roth era amico di Günter Brus, che in seguito illustrò alcuni dei suoi libri. Dal 1986 vive alternativamente a Vienna e a Kopreinigg nel sud della Stiria come residenza estiva.
Come narratore, drammaturgo e saggista, Gerhard Roth ha ripetutamente parlato in modo critico del passato e del presente politico dell'Austria. Dal 1978 ha lavorato al ciclo in sette volumi Die Archive des Schweigens, che si trova nella Stiria meridionale e a Vienna, e che ha completato nel 1991. Con il fotografo Franz Killmeyer ha creato composizioni immagine-testo. Dal 1993 ha lavorato al ciclo Orkus, che è stato completato nel 2011. In particolare, questo lavoro di Roth è stato elogiato come una "prosa di attenzione" (Andreas Dorschel) a causa della "cura inesorabile della percezione e della formulazione".
Roth si descrisse come "ossessionato dalla scrittura nel senso migliore della parola". Al centro di molti dei suoi romanzi c'è l'eroe che lotta invano, al quale il mondo appare come uno stato tormentoso e insostenibile. L'autore veste spesso le sue opere sotto forma di un romanzo poliziesco tipico del genere, ma si preoccupa della "scoperta" del nascosto in senso figurato. Il focus dei due cicli di romanzi Die Archive des Schweigens (1980-1991) e Orkus (1995-2011) è la rivalutazione narrata e documentata del passato da un punto di vista generale e della storia contemporanea austriaca da una prospettiva speciale.
Il suo stile è caratterizzato, in ossequio alla sua formazione scientifica, dal pronunciato realismo e da un tono scientifico e quasi clinico nel descrivere eventi e stati d'animo dei protagonisti delle sue opere.

## Vita privata
Nel 1963 Gerhard Roth sposò Erika Wolfgruber (nata nel 1939), dalla quale ebbe tre figli: uno di essi è il regista Thomas Roth. Nel 1976 si separò trasferendosi con la futura moglie Senta Thonhauser (che sposò nel 1995) a Obergreith nel sud della Stiria.